# Fünfer-Schia
Der Begriff Fünfer-Schia ist ein in der Geschichtswissenschaft oft verwendetes Synonym für die schiitisch-islamische Glaubensgemeinschaft der Zaiditen.
Der Begriff verweist auf den von der Schia anerkannten fünften Imam Zaid ibn Ali, der zugleich auch ihr Begründer ist. Zaid war ein jüngerer Sohn des vierten Imams der Schiiten Ali Zain al-Abidin (gest. 713) und damit ein Halbbruder des von der Mehrzahl aller Schiiten anerkannten fünften Imams Muhammad al-Baqir (gest. 732/736). Weil aber Muhammad im Kampf um das Kalifat gegen die vom Standpunkt der Schiiten aus betrachteten Usurpatoren der Umayyaden in Untätigkeit verharrte, ergriff Zaid im Jahr 739 in Kufa die Initiative und übernahm dort die Führung der zum Kampf bereiten Schiiten. Schon im Jahr darauf war Zaid den zahlenmäßig weit überlegenen Umayyaden unterlegen und wurde getötet. Seine dezimierte Anhängerschaft (šīʿa) aber bestand fort, die ihn aufgrund seiner bewiesenen Bereitschaft zum Kampf als legitimen fünften „Vorsteher“ (imām) anerkannte.
Der Fünfer-Begriff wird in Betrachtungen jüngeren Datums zunehmend seltener verwendet, da er zu dem Irrtum verleitet die Zaiditen würden nur fünf Imame anerkennen, wie die „Zwölfer“ 12 Imame anerkennen. Tatsächlich aber setzte sich bei den Zaiditen das Imamat über Zaid hinaus bis in die jüngere Gegenwartsgeschichte fort. Letzter allgemein anerkannter Imam war Muhammad al-Badr (gest. 1996), seit dessen Tod im Londoner Exil die Würde vakant ist.
Die ersten fünf Imame der Zaiditen:
1. Ali (X 661)
2. Hassan ibn Ali († 670)
3. Hussein ibn Ali (X 680)
4. Ali ibn Hussein Zain al-Abidin († 713)
5. Zaid ibn Ali (X 740)